# 南山洞 (首爾特別市)
南山洞（韩语：／ Namsan dong */?），是位于韩国首尔中区的一个法定洞，隶属于明洞。

## 概況
本洞位於明洞南部，实际分为三部分，分别是南山洞1街、南山洞2街和南山洞3街。其中南山洞1街東面與南山洞2街、南面與會賢洞1街、西面與會賢洞2街、北面與忠武路1街相接。南山洞2街东面与南山洞3街、南面与藝場洞、西面与會賢洞1街和南山洞1街、北面與忠武路1街相接。南山洞3街东面与鑄字洞和藝場洞、南面与藝場洞、西面与南山洞2街、北面與忠武路2街和退溪路相接。

## 歷史
- 1396年，为汉城府下辖的明禮坊的一部分。
- 1751年，成立掌樂內契，隶属于汉城府南部的明禮坊。
- 1894年，甲午更张导致行政区划改编，变为南山洞，隸屬於南署。
- 1910年10月，變為京畿道京城府的一部分。
- 1914年，改名為南山町，并分為南山町1町目、南山町2町目和南山町3町目。
- 1943年6月，南山町1町目、南山町2町目和南山町3町目被劃為中区的一部分。
- 1946年，改為現在名稱。並被劃入明洞管轄。

## 交通
- 首尔地铁4号线明洞站